# ЛиАЗ-5251
ЛиАЗ-5251 «Вояж» — российский пригородный высокопольный автобус большого класса производства Ликинского автобусного завода. С 2011 по 2014 год собирался на мощностях Голицынского автобусного завода.
В настоящее время эксплуатируются в Московской области. Большинство машин получила компания «Мострансавто».
Машины с обозначениями ЛиАЗ-5250 являются копией предшественника, выпускавшегося под названием ГолАЗ-5251.
С 2022 года выпуск автобуса временно приостановлен в связи с прекращением поставок комплектующих, в частности шасси Scania.

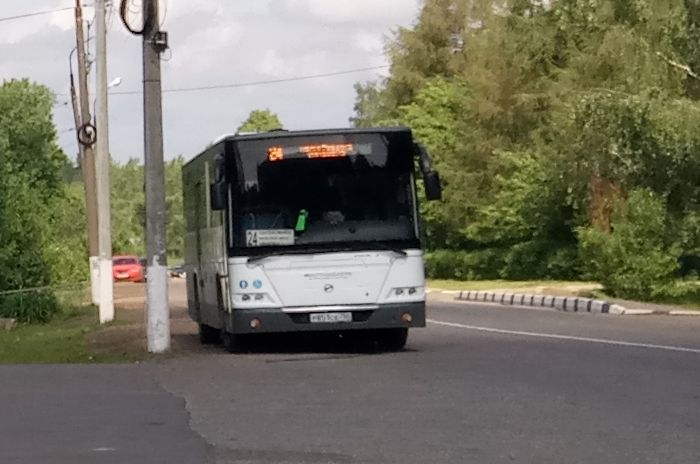
Модификация ЛиАЗ-5250
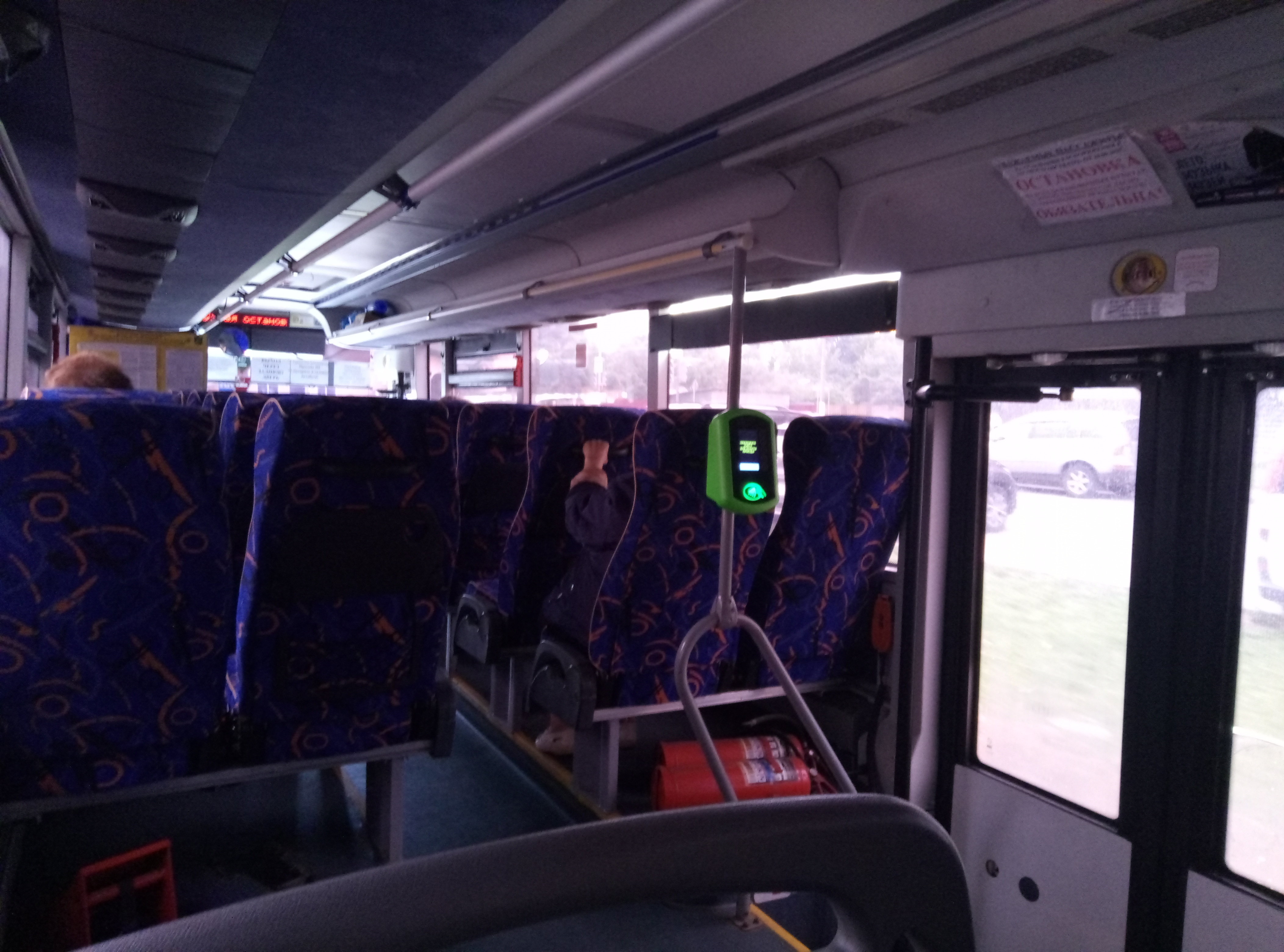
Салон ЛиАЗ-5251 . Видны валидатор и пульт управления аппарелью для инвалидных колясок